# Santa Cilia
Santa Cilia – gmina w Hiszpanii, w prowincji Huesca, w Aragonii, o powierzchni 28,08 km². W 2011 roku gmina liczyła 201 mieszkańców.